# Saint-Brisson-sur-Loire
Saint-Brisson-sur-Loire je francouzská obec v departementu Loiret v regionu Centre-Val de Loire. V roce 2011 zde žilo 1 019 obyvatel.

## Sousední obce
Autry-le-Châtel, Briare, Gien, Saint-Firmin-sur-Loire, Saint-Martin-sur-Ocre

## Vývoj počtu obyvatel
Počet obyvatel 